# Heino Kaski
Heino Wilhelm Daniel Kaski, född 21 juni 1885 i Pielisjärvi, död 20 september 1957 i Helsingfors, var en finländsk tonsättare.

## Utbildning
Kaski, som i barndomen undervisades i violinspel av sin far, avbröt sin gymnasieutbildning för att ägna sig åt musiken. Han studerade först vid klockar- och organistskolan i Helsingfors och därefter vid Orkesterskolan. År 1911 fick han, genom en rekommendation av Jean Sibelius, ett stipendium för fyra års studier i Berlin för Paul Juon. Under första världskriget, från 1914 till 1919, studerade han för Selim Palmgren. Han återvände till Berlin 1919-1924 för fortsatta studier för Otto Taubman och studerade även i Frankrike och Italien.

## Verksamhet
Efter studierna verkade Kaski i hemlandet och i Tyskland, Frankrike och Italien som pedagog i Helsingfors, bland annat i folkskolorna 1928–1950. Han komponerade ett stort antal sånger, pianostycken och sonater samt orkesterverk, däribland en symfoni.
Han erhöll titeln director musices 1941 och Pro Finlandia-medaljen 1950.
Kaski är begravd på Sandudds begravningsplats i Helsingfors.